# Fragatas Tipo 22
As Fragatas Tipo 22 é uma classe de navios construídos para a Marinha Real Britânica. As quatorze embarcações construídas estiveram no serviço ativo pelo Reino Unido de 1979 a 2011. Conforme iam sendo aposentados, algumas foram sendo vendidos para alguns países. Seis seguem no serviço ativo e dois foram afundados como alvo. No Brasil, eles foram rebatizados de classe Greenhalgh.

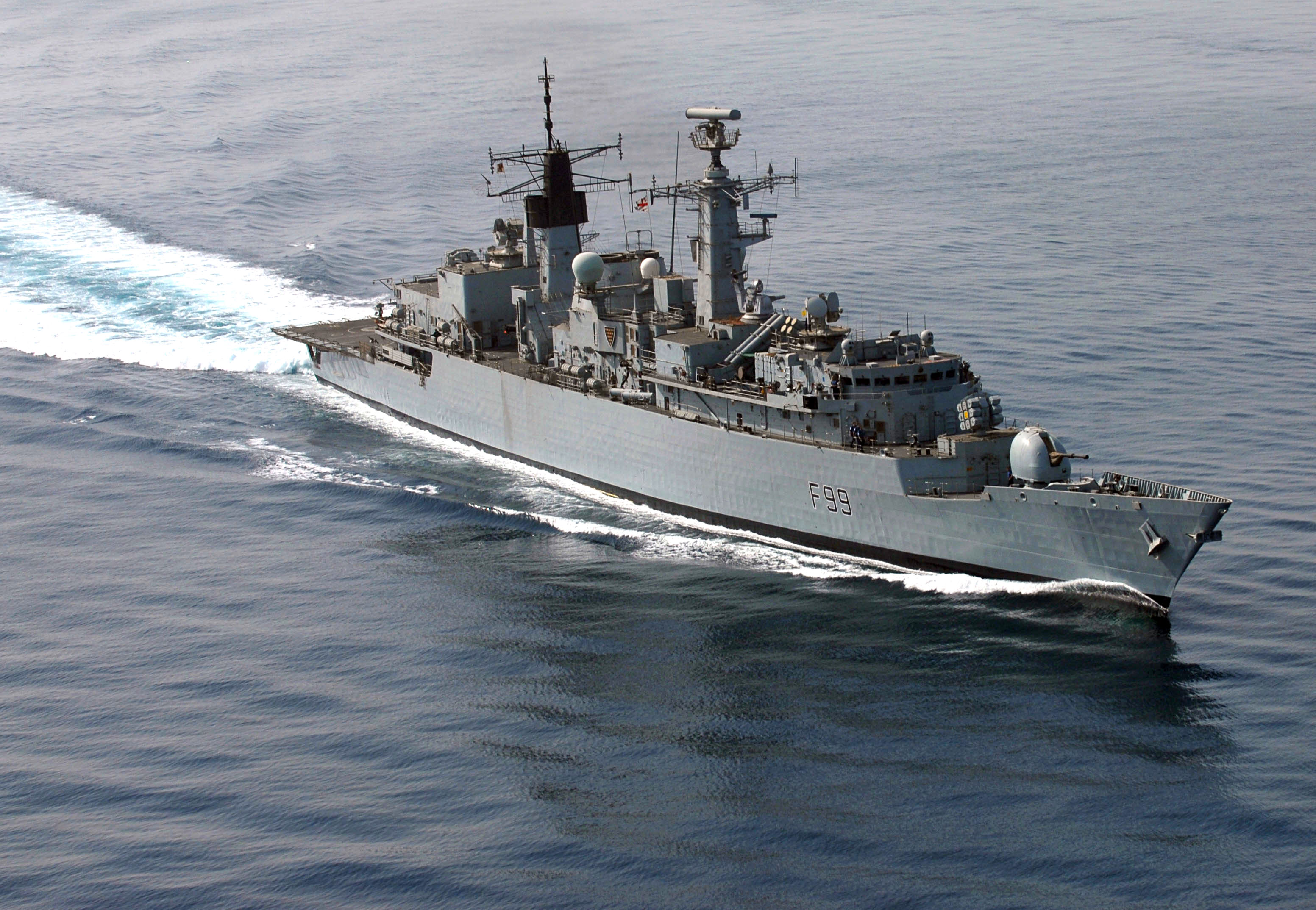
O HMS Cornwall.

A denominação da classe, na Armada Brasileira, homenageia o Guarda-Marinha Greenhalgh, herói da Batalha Naval do Riachuelo.
Ao todo, em seu país de origem, a Tipo 22 era composta por quatorze navios: quatro do Lote I, seis do Lote II e quatro do Lote III. Cada lote possui características singulares. O Brasil adquiriu todas as fragatas do Lote I.
São excelentes navios ASW (guerra antissubmarina) com capacidade de autoproteção antiaérea (defesa de ponto).

## Lista de navios ativos
Brasil
- F Greenhalgh (F-46) - ex- HMS Broadsword (F88) (posta fora de serviço em 2021)
- F Dodsworth (F-47) - ex- HMS Brilliant (F90) (posta fora de serviço em 2003)
- F Bosísio (F-48) - ex- HMS Brazen (F91) (posta fora de serviço em 2015)
- F Rademaker (F-49) - ex- HMS Battleaxe (F89)

Chile
- FF-19 Almirante Williams - ex- HMS Sheffield (F96)

Romênia
- F-221 Regele Ferdinand - ex- HMS Coventry (F98)
- F-222 Regina Maria - ex- HMS London (F95)

## Em combate nas Malvinas
Pouco depois de comissionadas na Royal Navy, a Broadsword e a Brilliant participaram da Guerra das Malvinas entre a Inglaterra e a Argentina. Elas participaram ativamente da cobertura antiaérea contra a aviação argentina.
Uma curiosidade é que nem mesmo a Battleaxe, que não participou da guerra, escapou da fúria argentina. Anos depois em um exercício entre a marinha brasileira e a marinha argentina, a fragata brasileira Rademaker foi acidentalmente alvejada pelo contratorpedeiro argentino Sarandí (D-13).